# IC 2029
IC 2029 је спирална галаксија у сазвјежђу Златна риба која се налази на листи објеката дубоког неба у Индекс каталогу.
Деклинација објекта је - 52° 48' 3" а ректасцензија 4h 1m 17,8s. Привидна величина (магнитуда) објекта IC 2029 износи 15,0 а фотографска магнитуда 15,7. IC 2029 је још познат и под ознакама ESO 156-33, PGC 14298.